# نوا میلانزه
نوا میلانزه (به ایتالیایی: Nova Milanese) یک کومونه در ایتالیا است که در استان مونتزا و بریانتزا واقع شده‌است.

## خصوصیات
نوا میلانزه ۵٫۸۱ کیلومترمربع مساحت و ۲۳٬۱۵۲ نفر جمعیت دارد و ۱۷۵ متر بالاتر از سطح دریا واقع شده‌است.